# Music (pjesma)
"Music" je najavni singl američke pjevačice Madonne s osmog studijskog albuma Music, izdan 29. kolovoza 2000. pod Maverick Recordsom. Izdan je i u DVD formatu što je prvi puta da je Madonnin singl tako izdan. Pjesma je 2001. bila nominirana za nagradu Grammy za "najbolju pjesmu godine". Na Confessions Tour je pjesma dobila novu obradu s pjesmom "Disco Inferno" te se na popisu pjesama nalazila pod nazivom "Music Inferno". Ta verzija se također pojavljuje i na live albumu The Confessions Tour.
Pjesma je uključena na kompilacije najvećih hitova GHV2 (2001.) i Celebration (2009.).

## O pjesmi
27. svibnja 2000. je pjesma procurila na internet. U nekoliko dana je preplavila forume i Napster. Madonnina glasnogovornica je to komentirala kao "krađu materijala koji je u nastajanju". Madonna je krenula u borbu protiv piratstva zajedno i s drugim pjevačkim zvjezdama (poput Dr. Dre, Metallice). Kasnije je Madonna pjevala tu pjesmu na promotivnoj turneji. Koncert u Londonu se mogao pratiti putem interneta, i gledalo ga je rekordnih 10 milijuna ljudi.
"Music" se pojavila na svim turnejama posije (Drowned World Tour 2001., Re-Invention World Tour 2004., Confessions Tour 2006. i Sticky & Sweet Tour 2008.). Na Confessions Tour se našla u obradi s "Disco Inferno" pod nazivom "Music Inferno", na Hard Candy Promo Tour u obradi s "Put Your Hands Up for Detroit", a na Sticky & Sweet Tour u obradi s "Last Night A DJ Saved My Life".
Prvi stihovi pjesme ("Hey Mr. DJ, put a record on, I want to dance with my baby") djeluju kao muški glas, ali je to Madonnin glas koji je promijenjen.
Madonna je izvela pjesmu na dodjeli nagrada Grammy 2001.

## Uspjeh pjesme
Pjesma je bez ikakvih problema po izlasku dospjela u Top 10 singlova u mnogo država. Na 1. mjesto je došla u Sjedinjenim Državama, Ujedinjenom Kraljevstvu, Kanadi, Australiji, Italiji, Južnoafričkoj Republici, Argentini i u nekim ostalim državama.
Ovo je Madonnin 12. #1 na Billboardovoj Hot 100, i time je postala jedina pjevačica s Janet Jackson koja je imala #1 u 1980-ima, 1990-ima i 2000-ima. Ovo je prvi Madonnin #1 u SAD-u nakon još "Take a Bow" iz 1995. Pjesma je u SAD-u zaradila platinastu certifikaciju i potala jedan od najprodavanijih Madonninih singlova. U 2000. godini je proglašena najprodavanijom pjesmom u SAD-u i 24. najprodavanija u UK-u.
2003. Madonnini su fanovi Q Magazine pjesmu smjestili na 2. mjesto najboljih Madonninih pjesama.

## Popis pjesama i formata
| US CD singl (9 16826-2) US kaseta singl (9 16826-4) 1. "Music" (Album Version) - 3:44 2. "Cyber-Raga" - 5:31 US 2 x 12" vinyl (9 44909-0) - A1 "Music" (HQ2 Club Mix) - 8:50 - A2 "Music" (Groove Armada GA 12" Mix) - 5:30 - B1 "Music" (Victor Calderone Anthem Mix) - 11:55 - B2 "Music" (Album Version) - 3:44 - C1 "Music" (Deep Dish Dot Com Remix) - 11:21 - D1 "Music" (The Young Collective Club Mix) - 13:16 US DVD singl (38526-2) 1. "Music" (Long Video Version) - 4:45 2. "Music" (Short Video Version) - 4:23 EU DVD singl (7599 38526-2) 1. "Music" (Short Video Version) - 4:23 2. "Music" (Long Video Version) - 4:45 EU Maxi-CD (9362 44898 2) 1. "Music" (Album Version) - 3:44 2. "Music" (Groove Armada's 7" Edit) - 3:38 3. "Music" (Victor Calderone Radio Edit) - 4:25 4. "Music" (Deep Dish Dot Com Radio Edit) - 4:15 EU 12" vinyl (W 0537 T2) - A1 "Music" (Victor Calderone Anthem Mix) - 11:55 - A2 "Music" (HQ2 Club Mix) - 8:50 - B1 "Music" (The Young Collective Club Mix) - 13:16 - B2 "Music" (Deep Dish Dot Com Remix U.S. Edit) - 4:29 EU 12" vinyl (picture disc)(W537TX1) UK 12" vinyl (W 0537 T1) - A1 "Music" (Deep Dish Dot Com Remix) - 11:21 - A2 "Music" (Album Version) - 3:44 - B1 "Music" (Groove Armada Club Mix) - 9:29 - B2 "Music" (Groove Armada GA 12" Mix) - 5:30 UK CD singl 1 (9362 44896 2, W 0537) 1. "Music" (Album Version) - 3:44 2. "Music" (Deep Dish Dot Com Radio Edit) - 4:15 3. "Music" (Victor Calderone Anthem Mix) - 11:55 UK CD singl 2 (W5372CD2) 1. "Music" (Album Version) - 3:44 2. "Music" (Groove Armada GA 12" Mix) - 5:30 3. "Music" (Deep Dish Dot Com Remix U.S. Edit) - 4:29 | UK kaseta singl (W537C, 5439 16838 4) - A1 "Music" (Album Version) - 3:44 - A2 "Music" (Groove Armada's 7" Edit) - 3:38 - B1 "Music" (Album Version) - 3:44 - B2 "Music" (Groove Armada's 7" Edit) - 3:38 GR CD singl (5439 16838 2) 1. "Music" (Album Version) - 3:44 2. "Music" (Groove Armada's 7" Edit) - 3:38 AU CD singl 1 (enhanced)(9362-44925-2) 1. "Music" (Album Version) - 3:44 2. "Music" (Deep Dish Dot Com Radio Edit) - 4:15 3. "Music" (Groove Armada's 7" Edit) - 3:38 4. "Music" (Deep Dish Dot Com Remix) - 11:21 5. "Music" (Groove Armada GA 12" Mix) - 5:30 6. "Music" (Groove Armada Bonus Beats) - 4:51 7. "Music" (Groove Armada Club Mix) - 9:29 8. "Music" (Video) AU CD singl 2 (9362-44926-2) 1. "Music" (Album Version) - 3:44 2. "Music" (Victor Calderone Radio Edit) - 4:25 3. "Music" (HQ2 7" Mix) - 3:59 4. "Music" (The Young Collective Radio Mix) - 3:48 5. "Music" (Victor Calderone Anthem Mix) - 11:55 6. "Music" (HQ2 Club Mix) - 8:50 7. "Music" (The Young Collective Club Mix) - 13:16 JP CD singl (WPCR-10901) 1. "Music" (Album Version) - 3:44 2. "Music" (Groove Armada's 7" Edit) - 3:38 3. "Music" (Victor Calderone Radio Edit) - 4:25 4. "Music" (Deep Dish Dot Com Radio Edit) - 4:15 JP Maxi-CD (WPCR-10902) CA Maxi-CD (CD 44909) US Maxi-CD (9 44909-2, 9 44909-2) 1. "Music" (HQ2 Club Mix) - 8:50 2. "Music" (Victor Calderone Anthem Mix) - 11:55 3. "Music" (Deep Dish Dot Com Remix) - 11:21 4. "Music" (Groove Armada Club Mix) - 9:29 5. "Music" (The Young Collective Club Mix) - 13:16 6. "Music" (HQ2 7" Mix) - 3:59 7. "Music" (Calderone Radio Edit) - 4:25 8. "Music" (Deep Dish Dot Com Radio Edit) - 4:15 9. "Music" (Groove Armada GA 12" Mix) - 5:30 |

## Službene verzije
- Album Version (3:45)
- Video Version (Long Version) (4:45)
- Video Version (Short Version) (4:23)

## Službene obrade
- Music (HQ2 Club Mix) 8:50
- Music (HQ2 Radio Mix) 4:04
- Music (HQ2 A Capella Mix) 7:15
- Music (Victor Calderone Anthem Mix) 11:55
- Music (Victor Calderone Radio Edit) 4:25
- Music (Victor Calderone Dub)
- Music (Deep Dish Dot Com Remix) 11:21
- Music (Deep Dish Dot Com Radio Edit) 4:14
- Music (Deep Dish Dot Com UK Radio Mix)
- Music (Deep Dish Dot Com US Radio Mix)
- Music (Deep Dish Dot Com Dub)
- Music (The Young Collective Club Mix) 13:16
- Music (The Young Collective Radio Mix) 3:45
- Music (Groove Armada Club Mix) 9:28
- Music (Groove Armada 12" Mix) 5:28
- Music (Groove Armada 7" Edit) 3:37
- Music (Groove Armada Bonus Beats) 4:49
- Music (Robbie Rivera Remix) 6:45
- Music (Robbie Rivera Radio Edit)
- Music (Richard "Humpty" Vission Phunktron Mix) 6:17
- Music (Richard "Humpty" Vission Phunktron Dub) 6:45
- Music (Dave Audé Vocal Anthem) 8:22
- Music (Dave Audé Rubber Dub) 7:26
- Music (Dave Audé Rubber Combo Mix) 9:39
- Music (12" Mix/Extended Mix/Mirwais 12" Mix)

## Na ljestvicama
| Ljestvica                        | Pozicija |
| -------------------------------- | -------- |
| Australija                       | 1        |
| Austrija                         | 5        |
| Belgija (Flandrija)              | 6        |
| Belgija (Valonija)               | 4        |
| Europa                           | 1        |
| Finska                           | 2        |
| Francuska                        | 8        |
| Irska                            | 7        |
| Italija                          | 1        |
| Japan                            | 1        |
| Kanada                           | 1        |
| Nizozemska                       | 4        |
| Norveška                         | 1        |
| Novi Zeland                      | 1        |
| Njemačka                         | 2        |
| Španjolska                       | 1        |
| Švedska                          | 2        |
| Švicarska                        | 1        |
| Ujedinjeno Kraljevstvo           | 1        |
| US Billboard Hot 100             | 1        |
| US Billboard Pop Songs           | 2        |
| US Billboard Hot 100 Airplay     | 3        |
| US Billboard Hot Singles Sales   | 1        |
| US Billboard Hot Dance Club Play | 1        |

| Država            | Certifikacija |
| ----------------- | ------------- |
| Australija        | 2× Platinasta |
| Brazil            | Zlatna        |
| Francuska         | Zlatna        |
| Njemačka          | Zlatna        |
| Švedska           | Platinasta    |
| Švicarska         | Zlatna        |
| UK                | Zlatna        |
| Sjedinjene Države | Platinasta    |

### Ljestvica desetljeća
| (2000–09)              | Pozicija |
| ---------------------- | -------- |
| US Dance Singles Sales | 1        |
| US Hot Dance/Club Play | 2        |